# Trimethylaminurie
Trimethylaminurie, auch Fish-Odor-Syndrom oder Fischgeruch-Syndrom, ist eine autosomal-rezessive Stoffwechselkrankheit.

## Beschreibung
An Trimethylaminurie erkrankte Patienten riechen nach altem Fisch. Sie sondern über Körperflüssigkeiten wie Schweiß oder Urin abnormale Mengen Trimethylamin ab.

## Ursache
Trimethylamin (TMA) wird normalerweise in der Leber durch Enzyme der Familie der Flavin-Monooxygenasen (FMO) oxidiert und somit zum geruchlosen Trimethylamin-N-Oxid (TMAO). Die häufigste Form dieses Leberenzyms liegt im FMO3-Gen in der Chromosomenregion 1q23-q25 kodiert vor und ist hoch polymorph. Man geht davon aus, dass Mutationen in diesem Gen zu einem Enzymdefizit in der Leber führen und somit diese Stoffwechselkrankheit auslösen.

## Diagnose und Behandlung
Mit Hilfe der Protonen-NMR-Spektroskopie kann die Konzentration von TMAO und TMA im Urin bestimmt werden. Diagnostische Bedeutung hat auch das Verhältnis TMAO/(TMAO+TMA). Die Prävalenz wird auf etwa 1 % geschätzt. Dieser Wert ist aber unsicher, da der Defekt wenig bekannt ist. Er wird häufiger bei Frauen diagnostiziert, da sie sich durch die Symptome vielfach stärker eingeschränkt fühlen als Männer.
Die Behandlung besteht in einer Diät mit dem Ziel, Vorstufen des Trimethylamins (z. B. Cholin und Carnitin) aus der Nahrung auszuschließen, und in einer kurzzeitigen Medikation von Neomycin und Metronidazol (400 mg pro Tag). Medikamente, die den Stoffwechsel der Leber beeinflussen, sollten vermieden werden.